# Shamar Sands
Shamar Sands (né le 30 avril 1985 à Nassau) est un athlète bahaméen, spécialiste du 110 mètres haies. 

## Biographie
Shamar Sands est le cousin de triple-sauteur Leevan Sands.

### Palmarès
| Date | Compétition                                      | Lieu     | Résultat | Épreuve     | Performance |
| ---- | ------------------------------------------------ | -------- | -------- | ----------- | ----------- |
| 2002 | Championnats du monde juniors                    | Kingston | 3e       | 110 m haies | 13 s 67     |
| 2008 | Championnats d'Amérique centrale et des Caraïbes | Cali     | 1er      | 110 m haies | 13 s 32     |
| 2008 | Championnats d'Amérique centrale et des Caraïbes | Cali     | 2e       | 4 x 100 m   | 39 s 22     |

### Records
| Épreuve          | Performance | Lieu    | Date         |
| ---------------- | ----------- | ------- | ------------ |
| 110 mètres haies | 13 s 38     | Ostrava | 17 juin 2009 |